# Eferding (huyện)
Bezirk Eferding là một huyện của bang
Thượng Áo ở Áo.

## Các đô thị
Các thị xã (Städte) bằng chữ đậm; các phố thị (Marktgemeinden) bằng chữ xiên, các khu ngoại ô, làng và các đơn vị khác của một đô thị được hiển thị bằngchữ nhỏ.
- Alkoven
- Aschach an der Donau
- Eferding
- Fraham
- Haibach ob der Donau
- Hartkirchen
- Hinzenbach
- Prambachkirchen
- Pupping
- Scharten
- Sankt Marienkirchen an der Polsenz
- Stroheim